# Arènes du Plumaçon
Les arènes du Plumaçon (du gascon Plumassoù : petite plume, duvet) sont des arènes de première catégorie situées à Mont-de-Marsan, chef-lieu du département français des Landes et membre de l'Union des villes taurines françaises. Le 15 mars 2007, elles se voient décerner le label « Patrimoine du XXe siècle » pour leur qualité architecturale, remplacé en 2016 par le label « Architecture contemporaine remarquable ».

## Présentation
D'une capacité de 7 100 places, les arènes accueillent chaque année en juillet cinq corridas lors des fêtes de la Madeleine, complétées de deux novilladas (piquée et non piquée), d'une course landaise, d'un concours landais, d'une corrida portugaise et de la course des avenirs taurins, un spectacle mixte qui donne leur chance à des débutants des deux formes de tauromachie, la landaise et l'espagnole. L'animation musicale des corridas est assurée par l'Orchestre montois. Robert Soldevilla a été l'alguazil des arènes de 1948 à 2008.
L'édifice accueille des spectacles à d'autres moments de l'année, des concerts et épreuves du jeu Intervilles. Le 21 août 1976, les arènes accueillent le festival punk de Mont-de-Marsan, premier du genre en Europe, un mois avant celui du 100 Club à Londres. Il se tiendra à nouveau au même endroit en 1977, 1984, 1985 et 1986.

### Architecture
L'édifice actuel résulte de l'agrandissement en 1933 des arènes primitives, datant de 1889. Inspiré du modèle des arènes andalouses, il est de forme polygonale, composé de 64 travées ponctuées de contreforts en escalier. La structure est réalisée en béton armé. Les tribunes sont agrandies de gradins supplémentaires grâce à un système d'encorbellement vers l'extérieur. Les parois extérieures sont percées de baies de forme ogivale ou rectangulaire, fermées par des claustras en béton. Les toreros vainqueurs, portés a hombros, sortent désormais par un portail d'honneur flanqué de deux piliers massifs, semi-circulaires surmonté du blason de Mont-de-Marsan. Un bâtiment annexe contient une infirmerie et une écurie.

### Historique
Mont-de-Marsan organise des courses de taureaux dès le XVIIe siècle. À cette époque, la jeunesse montoise élit deux tenanciers, l'un en ville, l'autre dans les faubourgs, chargés d'organiser des lâchers de taureaux et de bœufs dans les rues. Jugées dangereuses, ces courses sont finalement interdites. Quand Richelieu apprend que les villes landaises outrepassent cette interdiction, il déclare que « les villes de Mont-de-Marsan, Dax, Tartas et Saint-Sever construiront chacune un cirque entouré de barrières élevées et solides, environné de gradins pour les spectateurs ».

#### Place Saint-Roch
La place Saint-Roch accueille les premières arènes de la cité. Devant l'affluence des spectateurs dans des arènes de construction chaotique, la ville doit intervenir pour imposer des normes. Vers la fin du XVIIe siècle, les Montois installent sur la place un amphithéâtre en bois digne de ce nom. D'une capacité de 2 000 spectateurs, il est monté de manière itinérante à cet endroit ou sur la place de la Tannerie pour la tenue des jeux taurins.

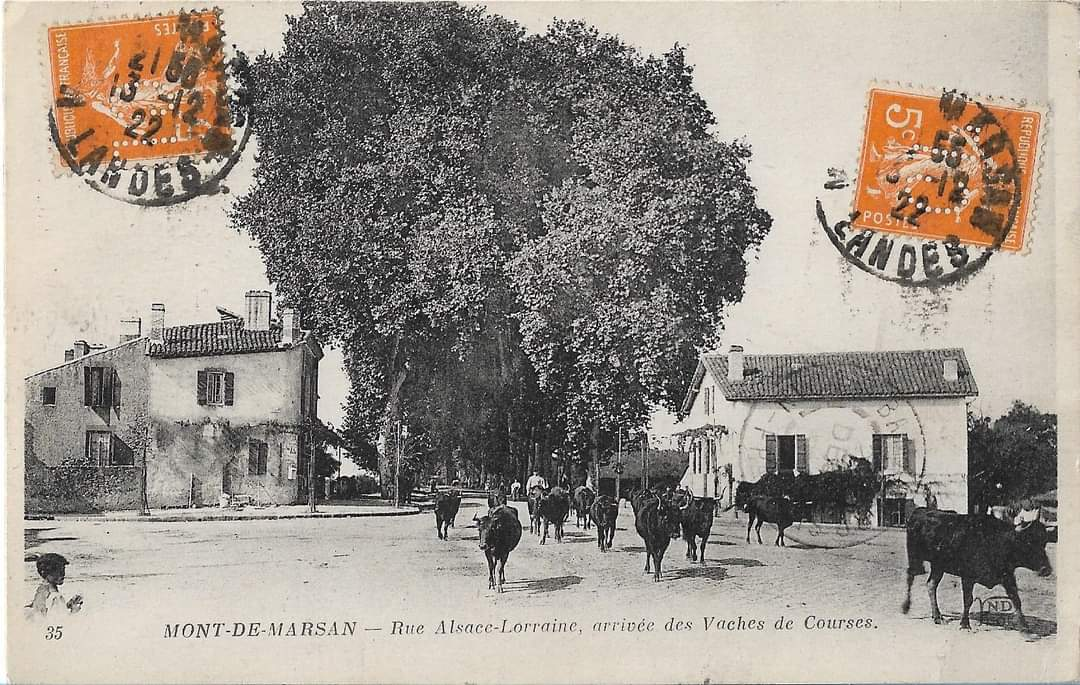
Arrivée des coursières à Mont-de-Marsan en provenance des prairies avoisinantes. À demi sauvages, elles traversent les rues jusqu'aux arènes devancées par une vache d'élevage qu'elles suivent docilement au son de sa cloche.
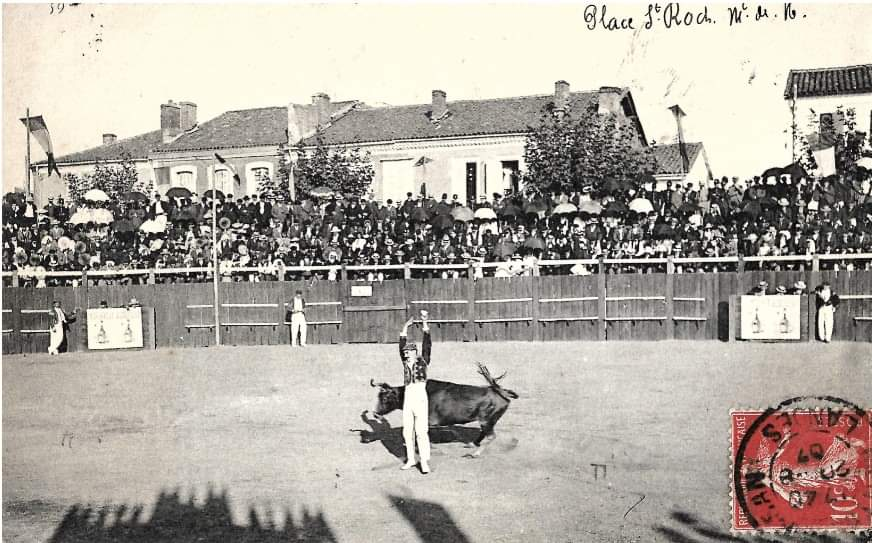
Écarteur lors d'une course landaise sur la place Saint-Roch.

Le 19 juillet 1878, veille des fêtes de la Madeleine, les arènes brûlent place Saint-Roch. La population pense à un acte criminel et s'en émeut. Mûrit alors l'idée d'une construction en dur, moins vulnérable, qui aboutira à la construction des arènes du Plumaçon.

#### Arènes de quartier
Parallèlement à la place Saint-Roch, il existe d'autres arènes dans les communes limitrophes, qui seront absorbées par Mont-de-Marsan au XIXe siècle : 
- à Saint-Jean-d'Août, sur la place de la Tannerie (actuelle place Raymond-Poincaré) ;
- à Nonères, sur l'actuelle place Francis-Planté ou sur la place du Port-de-Campet (actuelle place Nonères) ;
- à Saint-Médard, dans l'actuelle impasse des Érables[1].

Dans le centre, d'autres arènes de quartier accueillent des courses :
- la place des Tenailles (l'actuel square des Anciens Combattants) ;
- la place Saint Louis[1].

#### Construction (1889)
Les arènes du Plumaçon sont l'œuvre de Jules Dupouy, architecte de la Ville de Mont-de-Marsan, qui dépose les plans de son projet le 20 janvier 1889. Le marché est divisé en cinq lots, dont un est attribué à M. Despagnet pour les travaux de terrassement et de maçonnerie. Au bout de cinq mois de travaux seulement, les arènes sont édifiées à l'emplacement des champs et vignes de la métairie du Plumaçon dont elles tirent leur nom,  et qui était situé au n°17 rue Général-Lasserre.

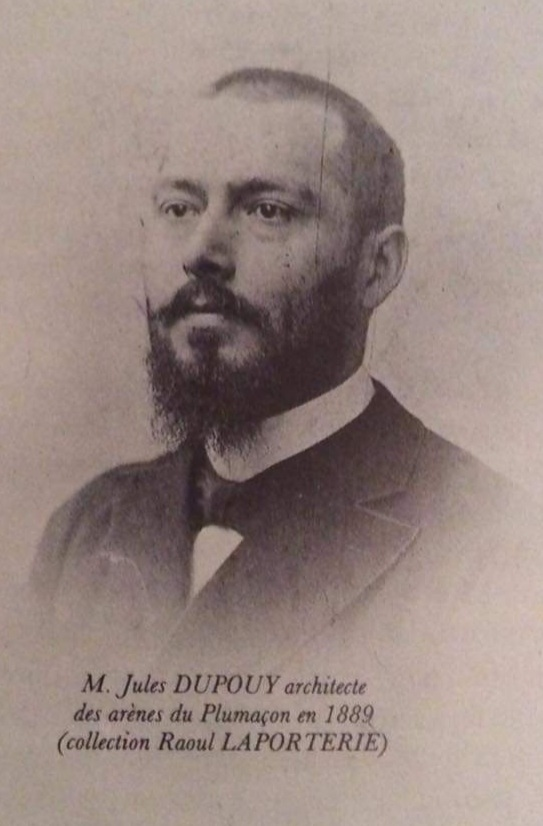
L'architecte Jules Dupouy.
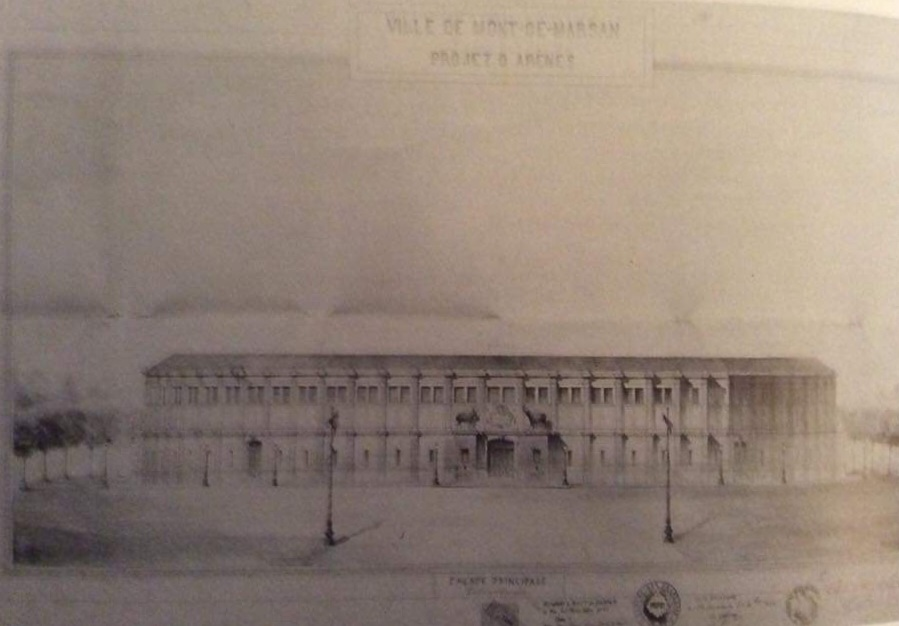
Plan de masse des arènes du Plumaçon (1889).
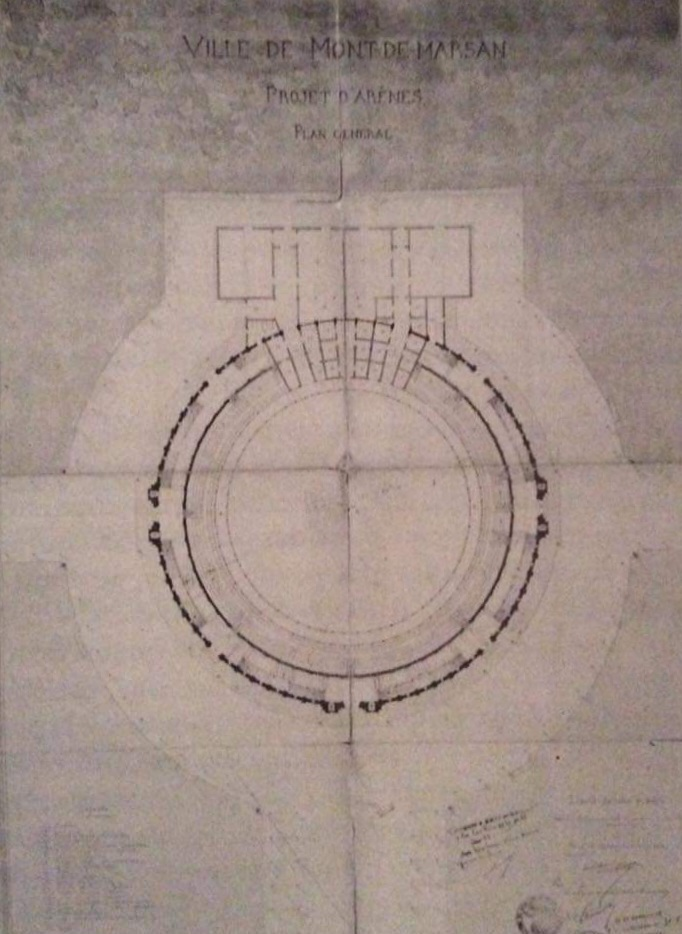
Plan des arènes du Plumaçon (1889).
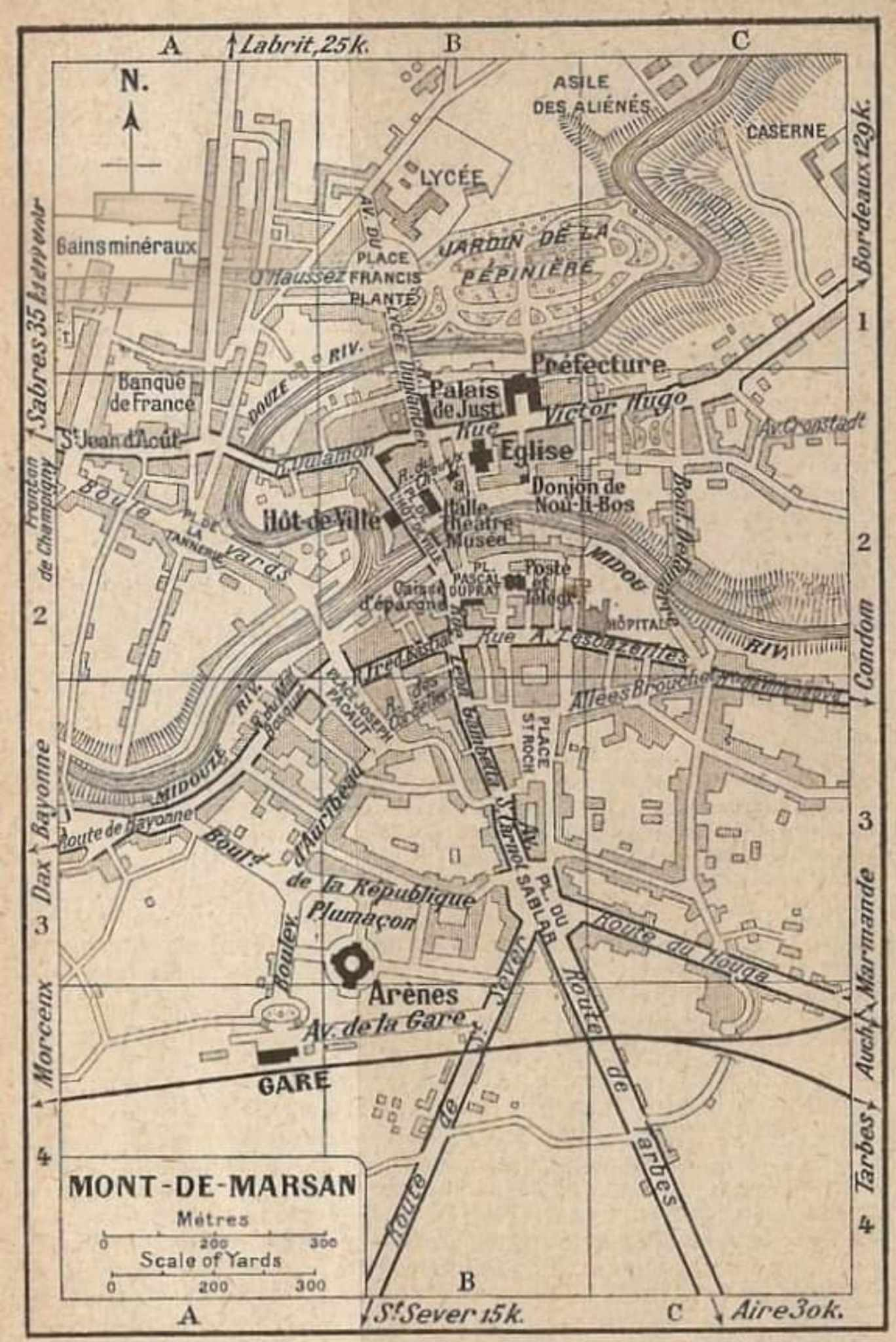
Situation des arènes du Plumaçon sur un plan ancien, au sud de la ville.

L'inauguration, célébrée le dimanche 21 juillet 1889 par José Rodríguez Pepete et des écarteurs landais, est suivie par trois jours de festivités.

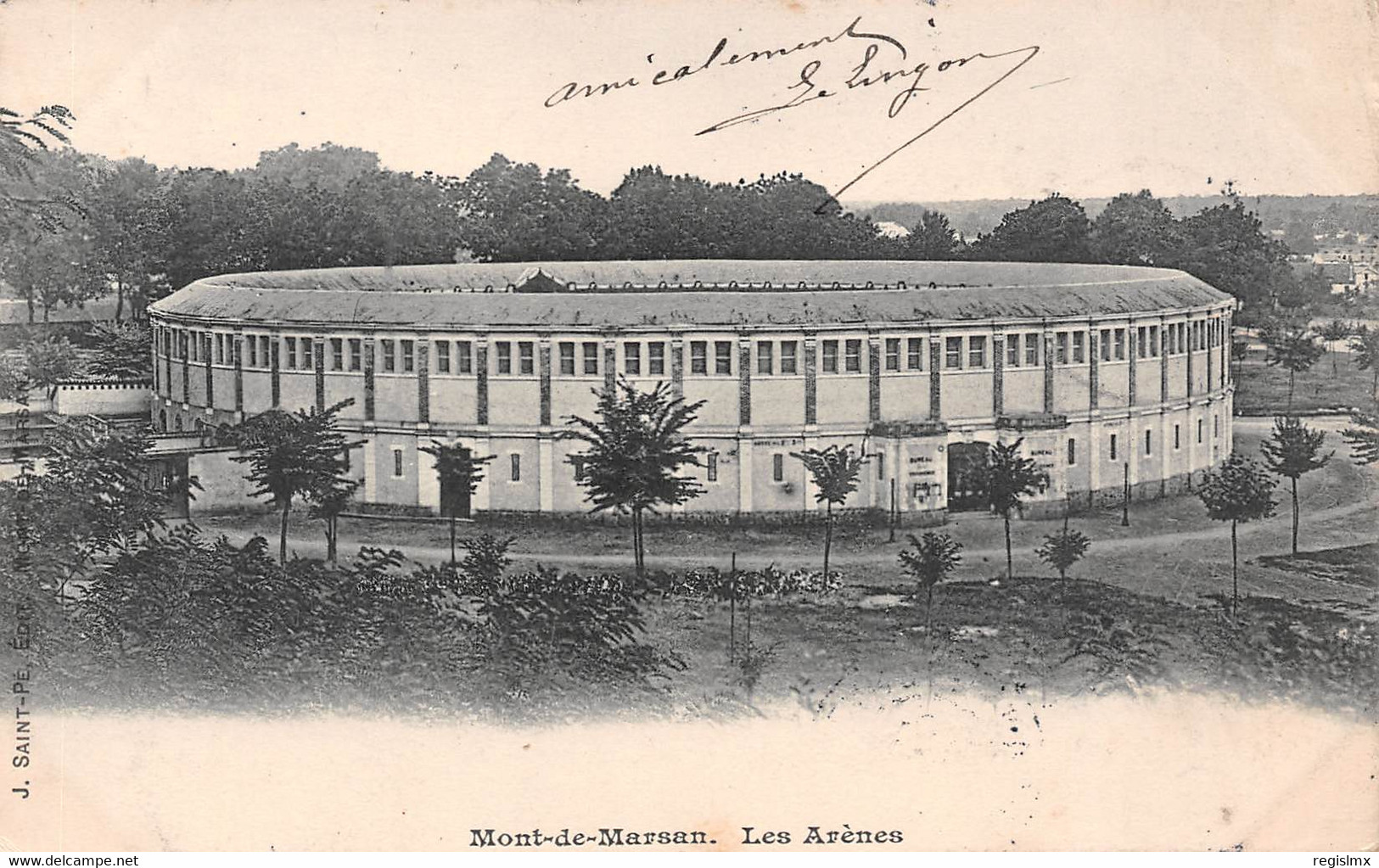
Arènes du Plumaçon, avant leur agrandissement en 1933.
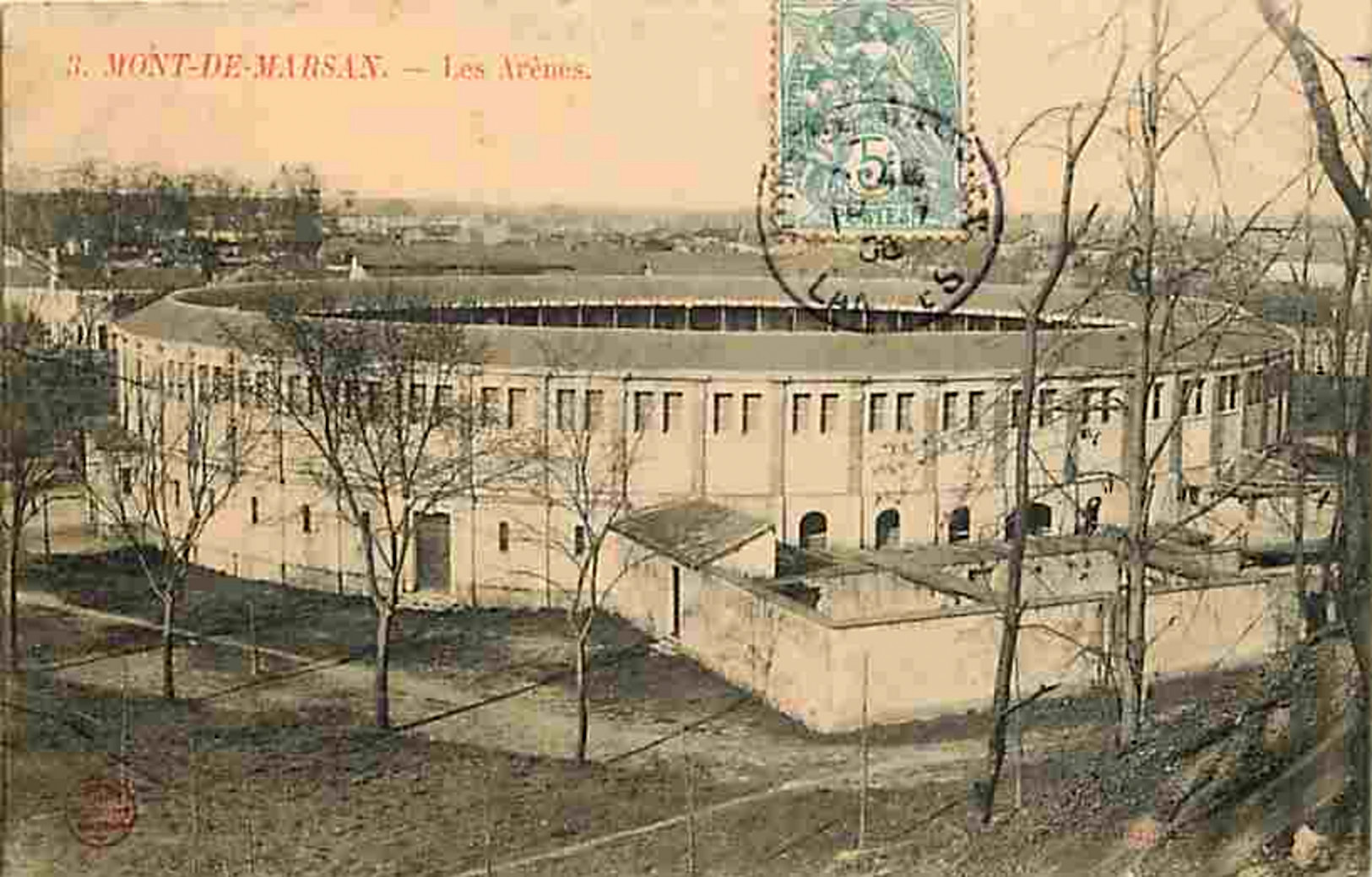
Les arènes et le toril, dans leur première version.

#### Première Guerre mondiale
Pendant la Première Guerre mondiale, les fêtes sont suspendues et les arènes sont transformées de septembre à décembre 1914 en un lieu de détention des soldats allemands faits prisonniers valides ou peu blessés. Les soldats plus gravement atteints sont quant à eux dirigés vers le lycée Victor-Duruy transformé en hôpital de fortune tandis que les morts sont enterrés au cimetière militaire allemand de Mont-de-Marsan.

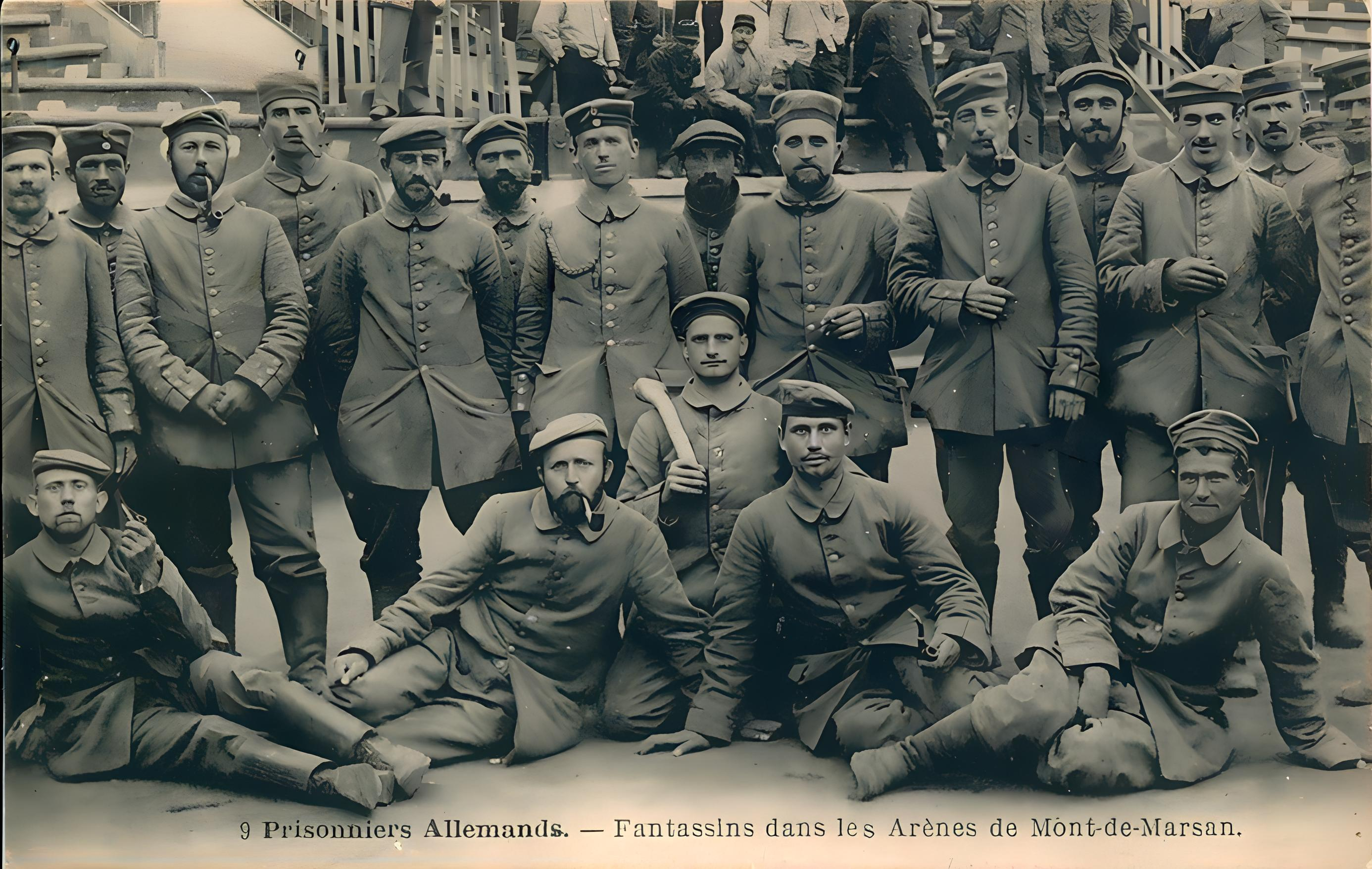
Fantassins allemands faits prisonniers de guerre et détenus aux arènes de Mont-de-Marsan en 1914
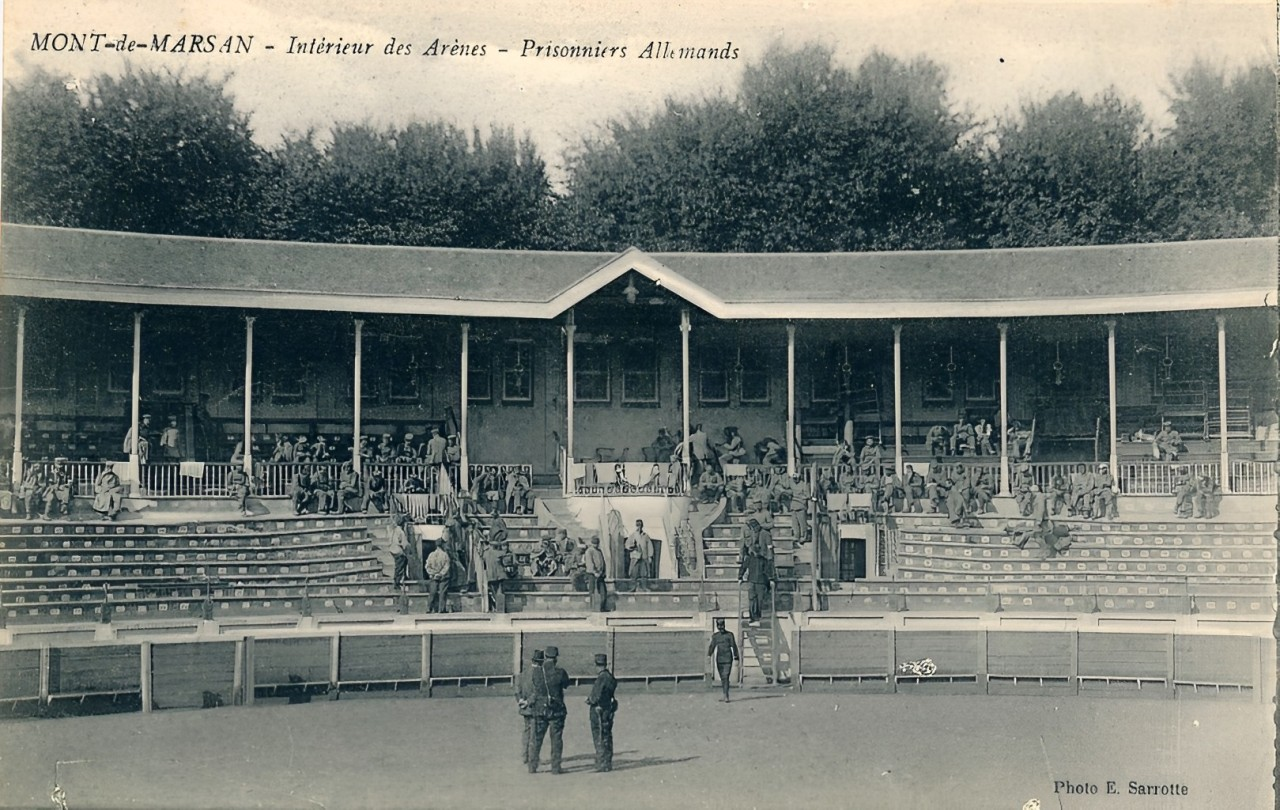
Prisonniers allemands de la Première guerre mondiale
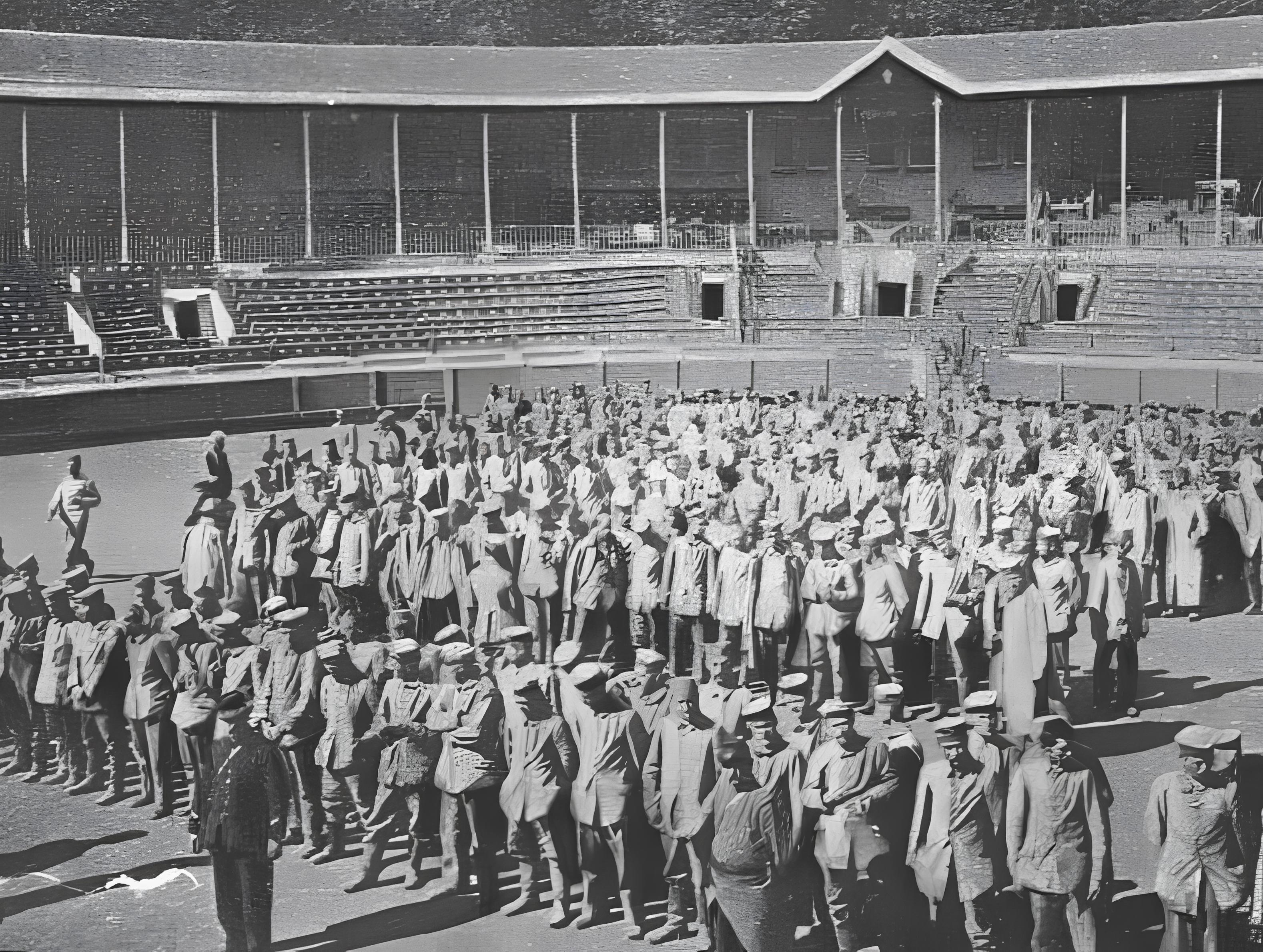
Prisonniers de guerre allemands en septembre 1914 le matin au moment de l'appel

#### Agrandissement (1933)
Devenues trop exiguës, les arènes, d'une capacité initiale de 4 000 places, sont restaurées et agrandies en 1933 pour passer à 7 100 places et la nouvelle inauguration a lieu le 16 juillet de la même année en présence du maire de Mont-de-Marsan Jean Larrieu. Une novillada de Marcial Lalanda est présentée pour l'occasion. R. Frank-Bonnefous, l'architecte chargé du chantier, réalise une étude de style des arènes espagnoles au début des années 1930 et s'inscrit dans la mouvance architecturale régionaliste de l'époque pour mener à bien cette restauration. L'édifice se présente depuis sous la forme d'un polygone régulier formé de 64 angles à côtés égaux et d’un diamètre de 63 mètres.

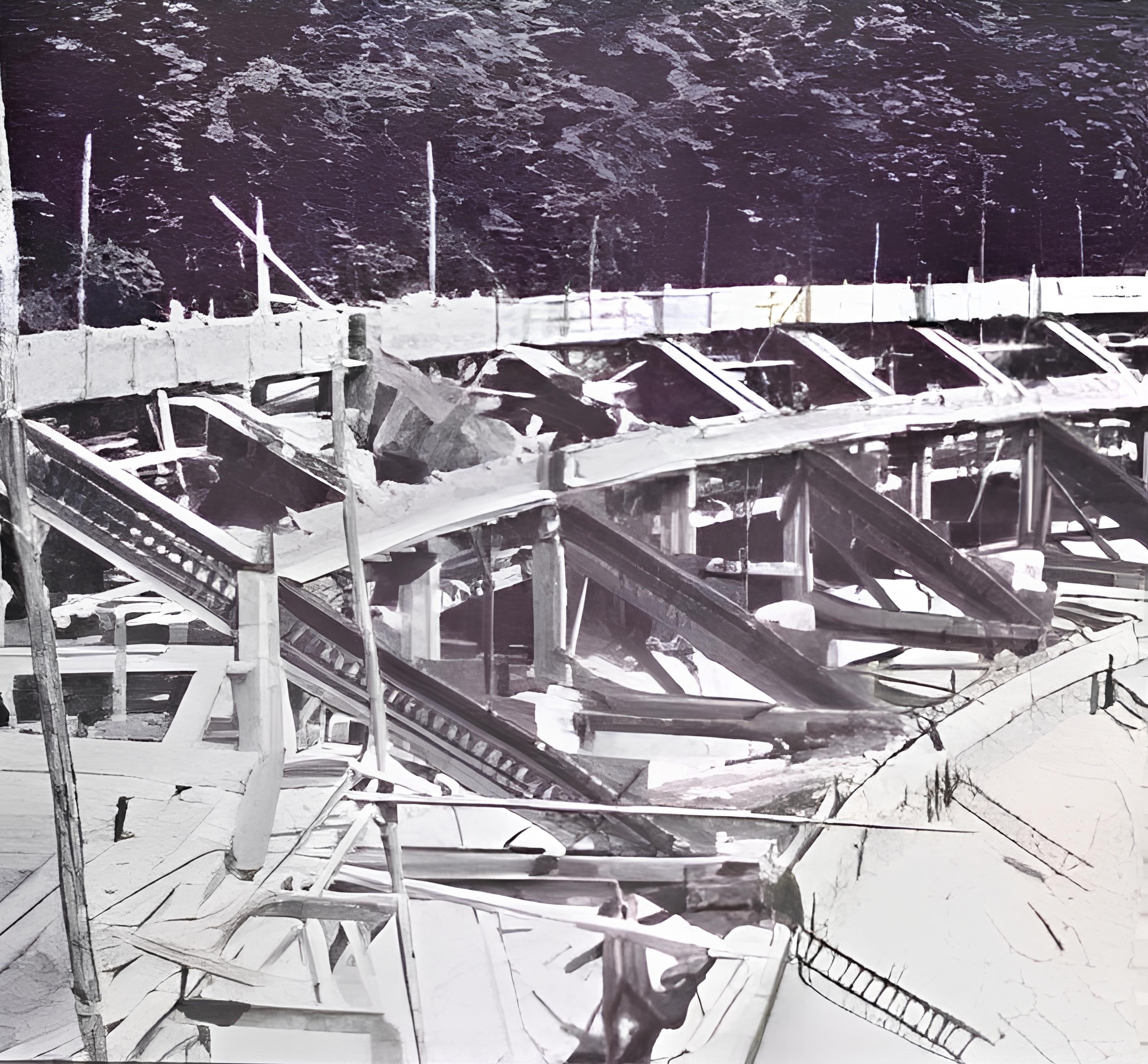
Travaux d'agrandissement des arènes en 1933
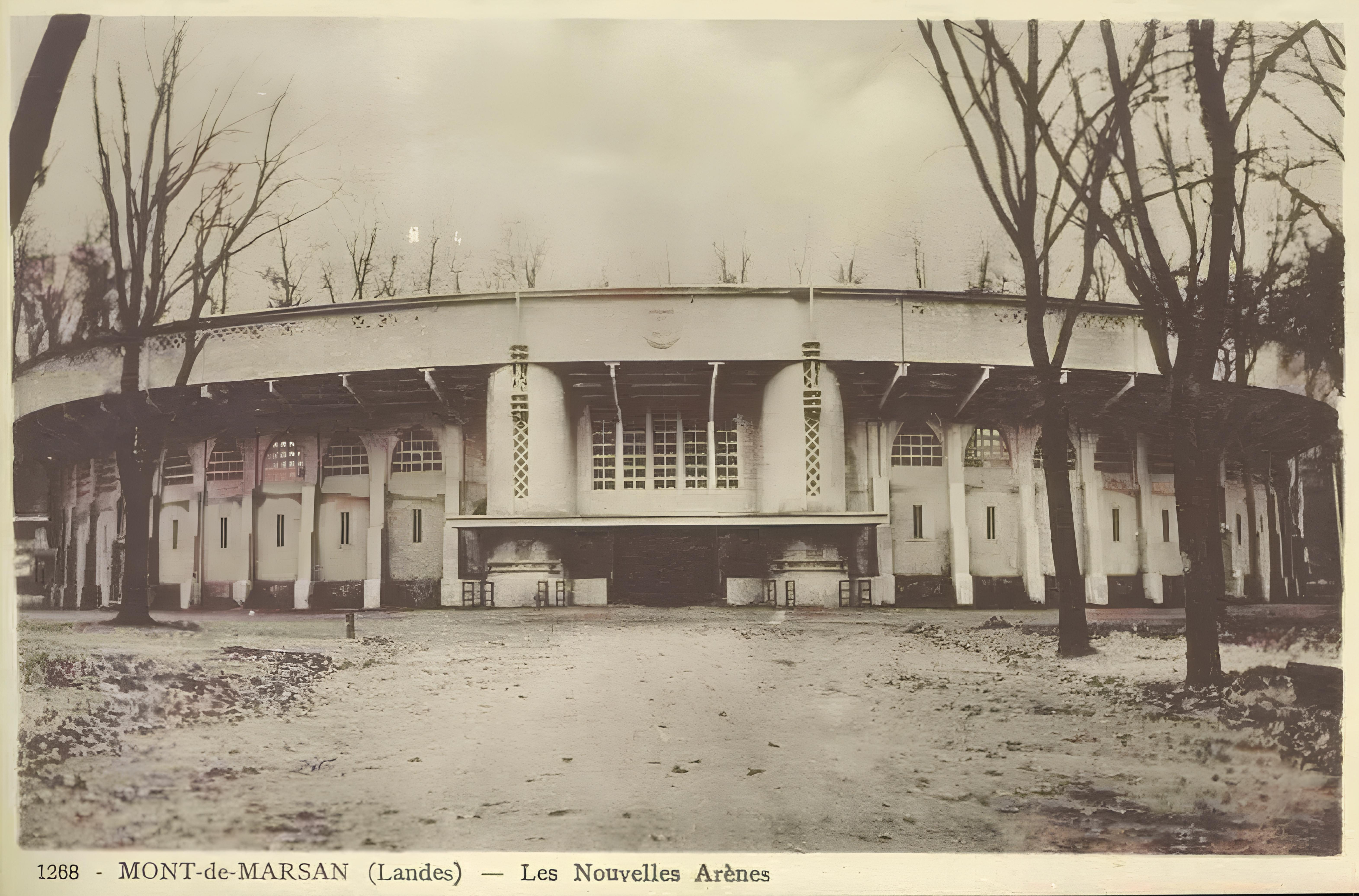
Les « nouvelles arènes », après l'agrandissement de 1933

#### Seconde guerre mondiale
Pendant la Seconde Guerre mondiale, la ville est occupée à partir du 27 juin 1940 et, comme durant la Première Guerre mondiale, les fêtes de la Madeleine sont suspendues.

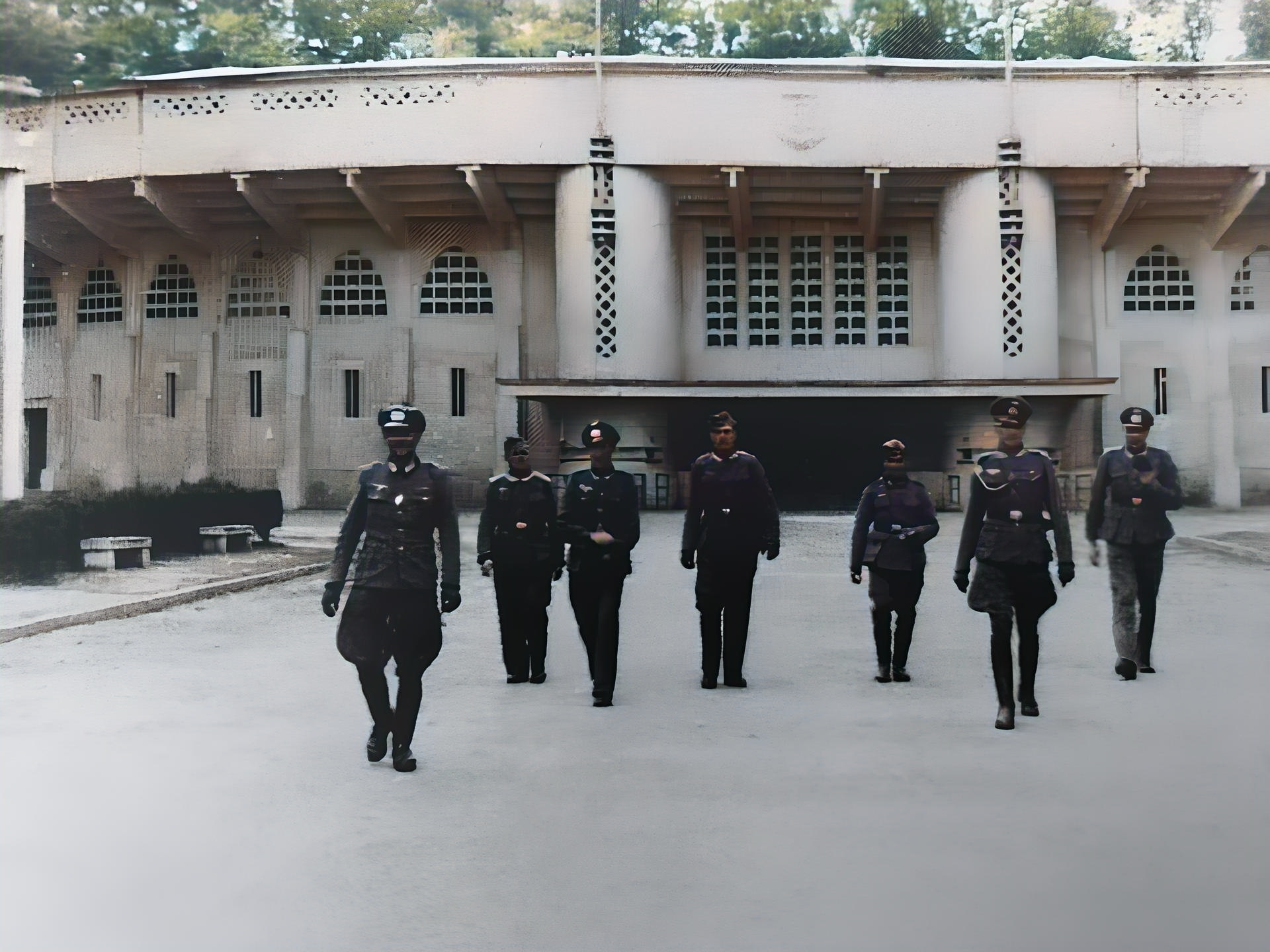
Officiers allemands posant devant les arènes du Plumaçon vers 1940.

Un rassemblement républicain est organisé dans les arènes du Plumaçon le 3 septembre 1944 pour fêter la liberté retrouvée, quelques jours après la libération de Mont-de-Marsan le 21 août 1944. L'événement regroupe les nouvelles autorités locales, dont Charles Lamarque-Cando (président du comité départemental de Libération) et Léon des Landes.

#### Après-guerre
La construction d'une chapelle est envisagée dès 1956 « à la demande insistante des matadors », mais n'est réalisée qu'en 1962 pour raison budgétaire. D'une superficie de 8 m2, elle est dotée en 1963 d'un autel occupé par une statue de la Vierge de Macarena (du nom d'un quartier et d'une église de Séville) et d'un vitrail d'un mètre de diamètre réalisé par R. Clercq-Roques, figurant une muleta.

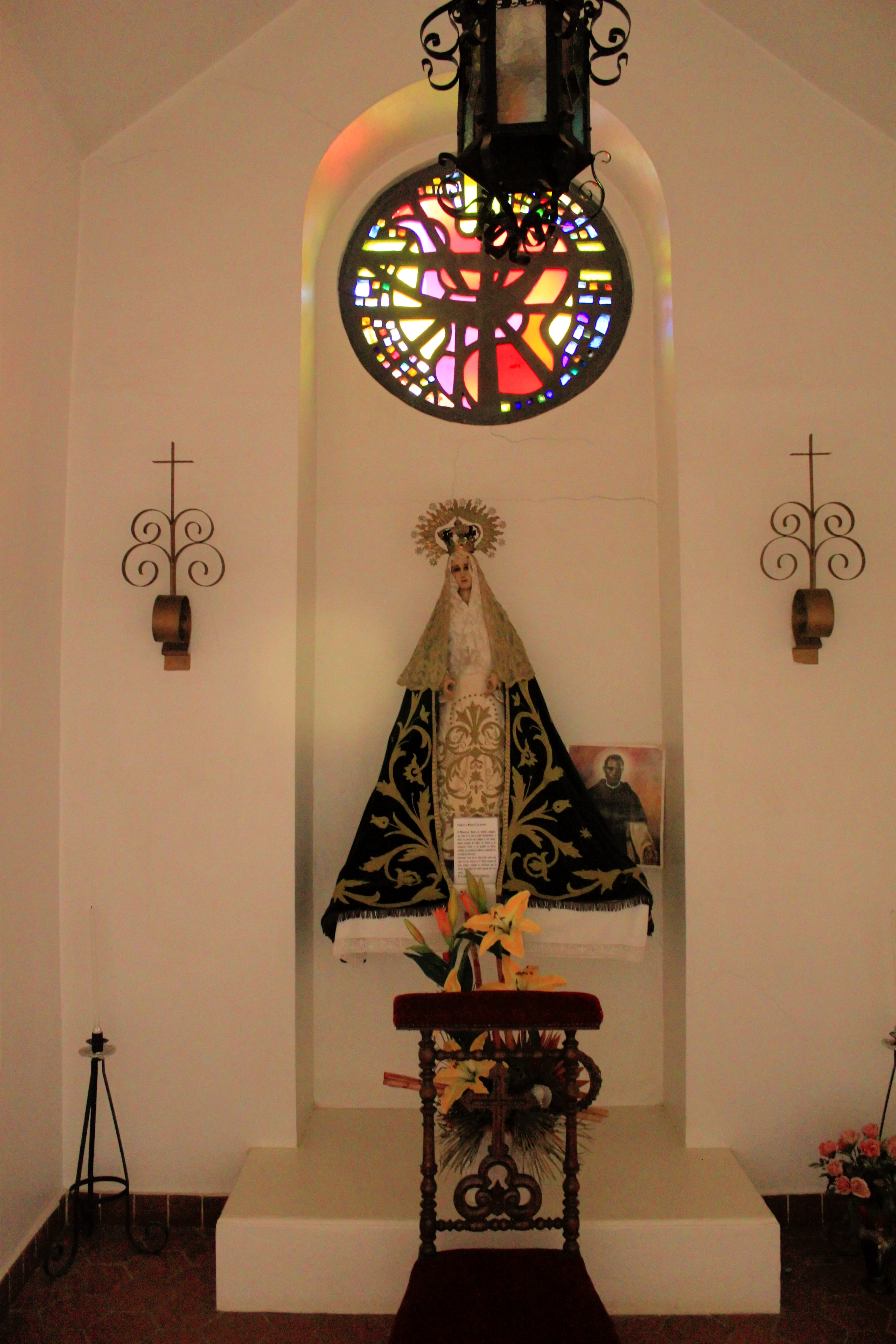
La chapelle

Le 17 juillet 1992 est inaugurée devant l'entrée principale la statue Le Torero, œuvre réalisée la même année par le sculpteur natif de Lourdes, Mauro Corda,. Le 19 juillet 1992, deux jours plus tard, cette même entrée principale est rebaptisée par le maire Philippe Labeyrie Entrée Nimeño II en hommage au matador décédé quelques mois plus tôt.

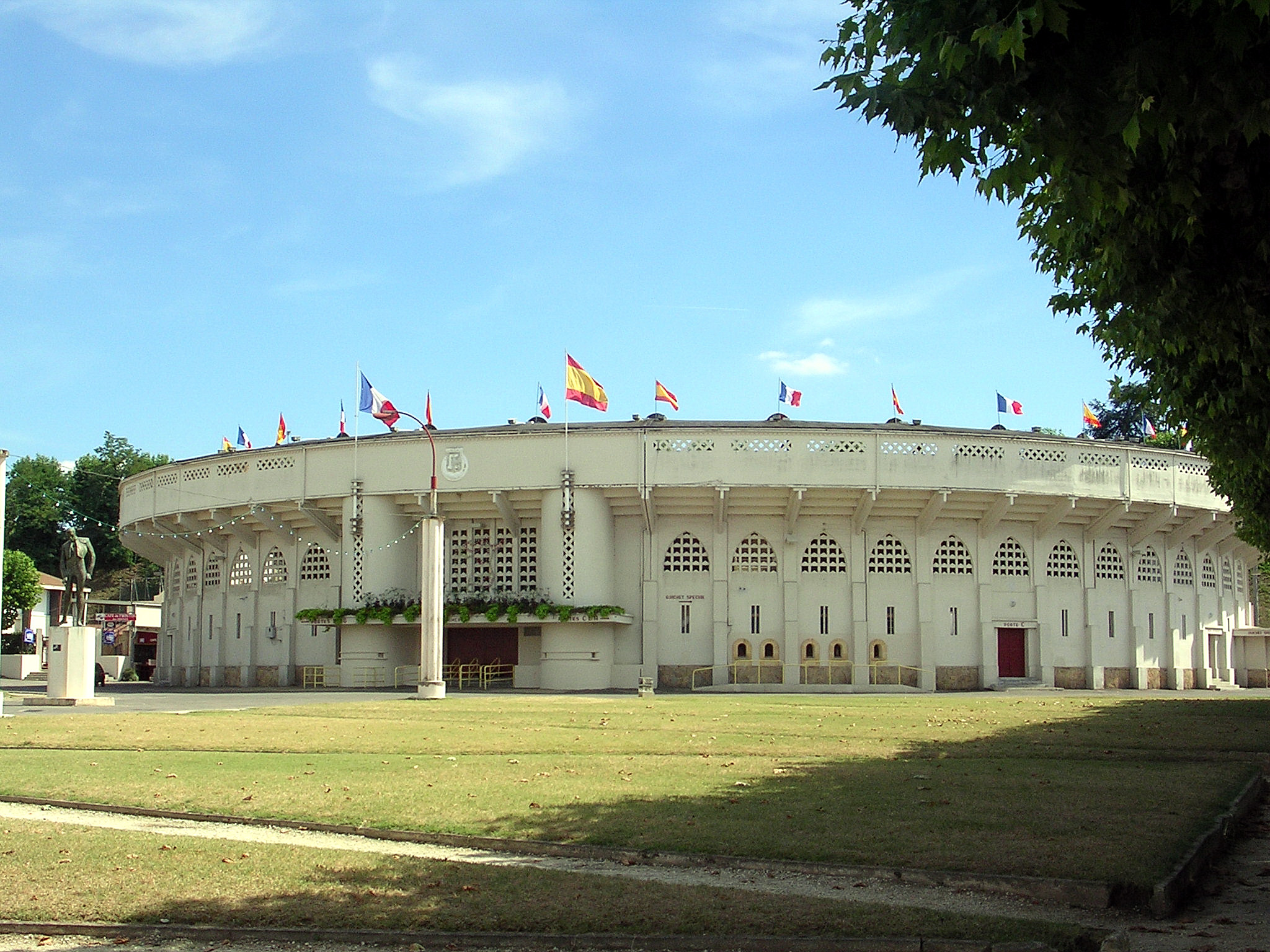
Les arènes en blanc jusqu'en 2006
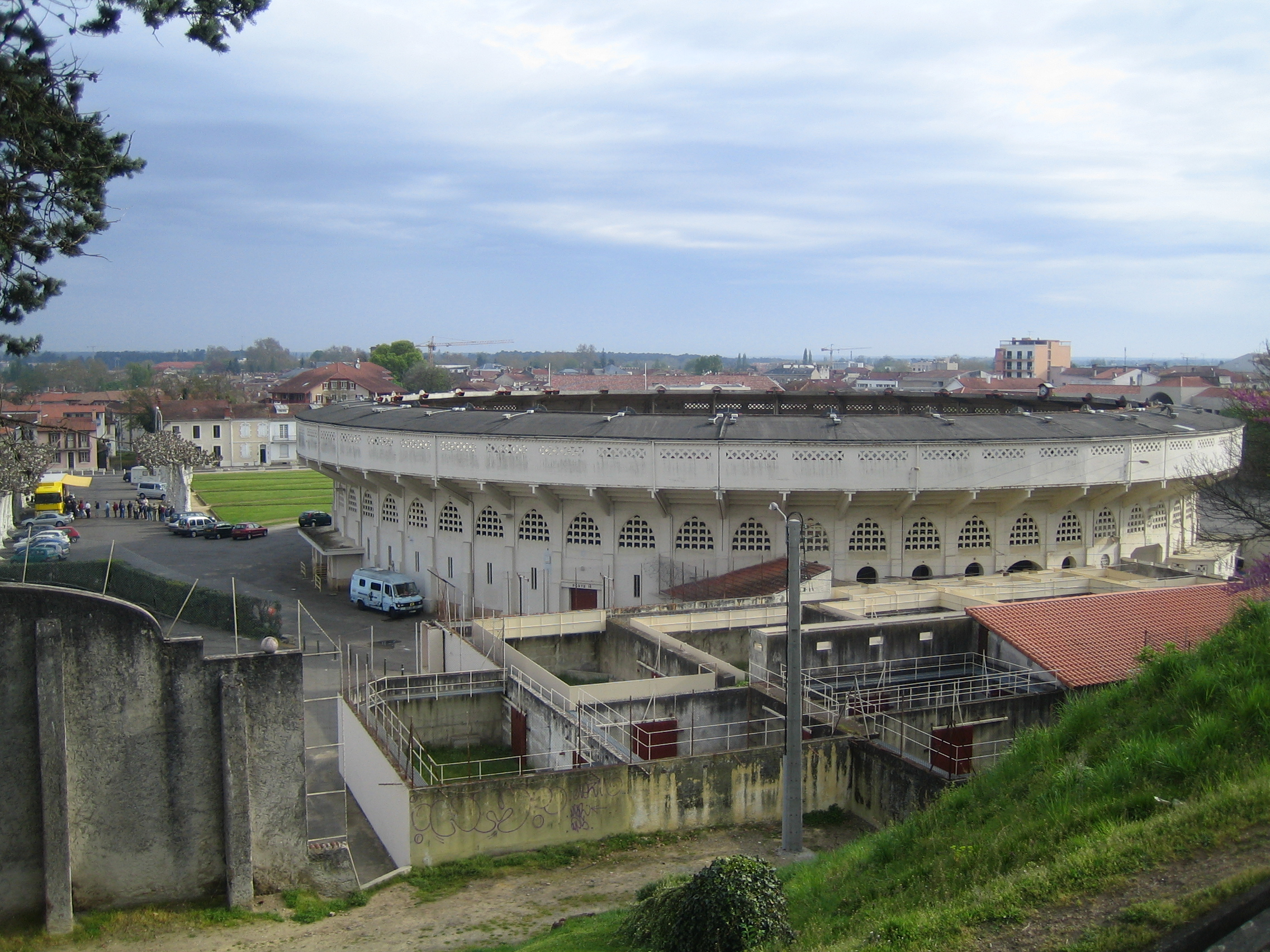
Arènes et toril jusqu'en 2006

## Galerie
Détails architecturaux

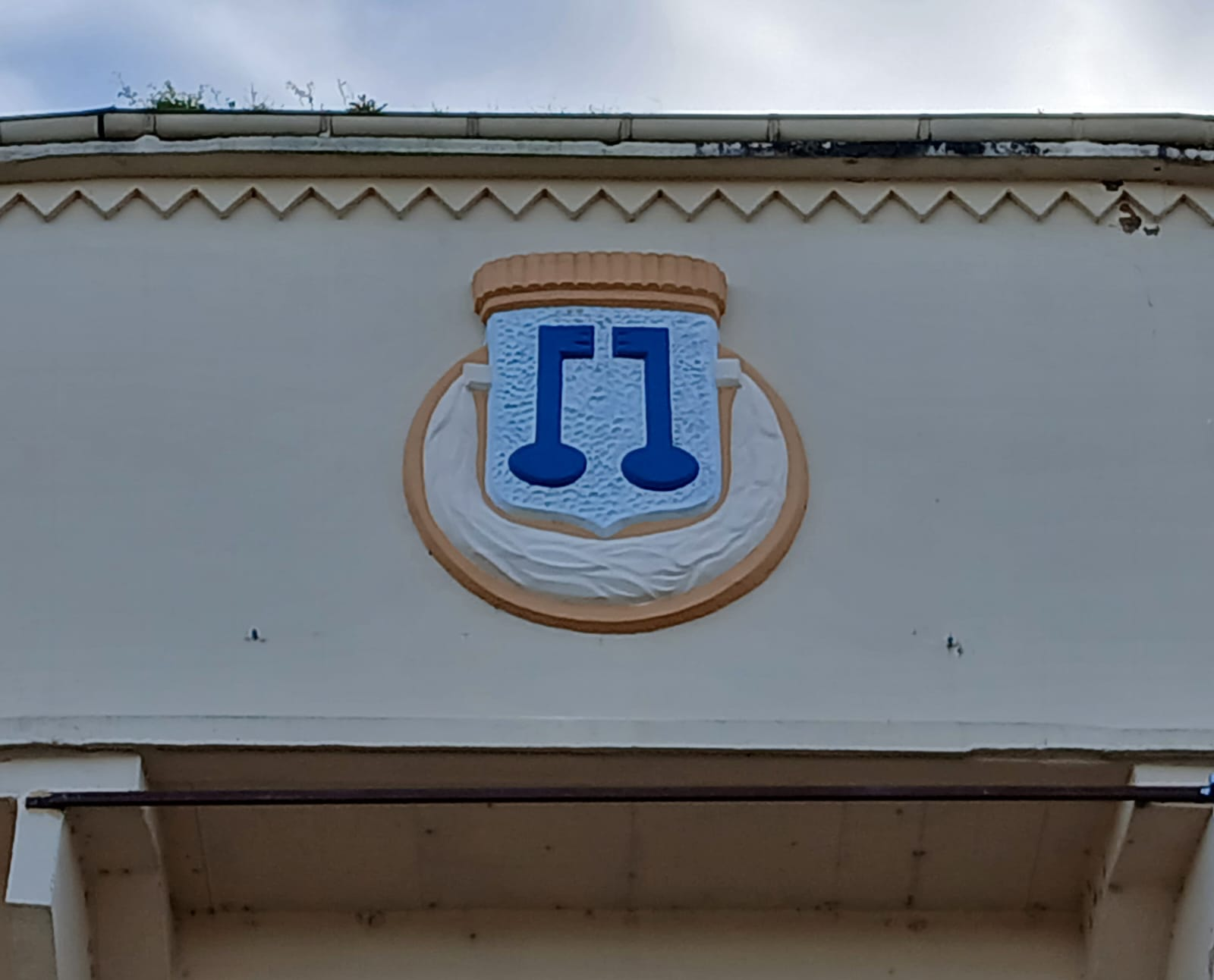
Blason de Mont-de-Marsan au-dessus de l'entrée principale.
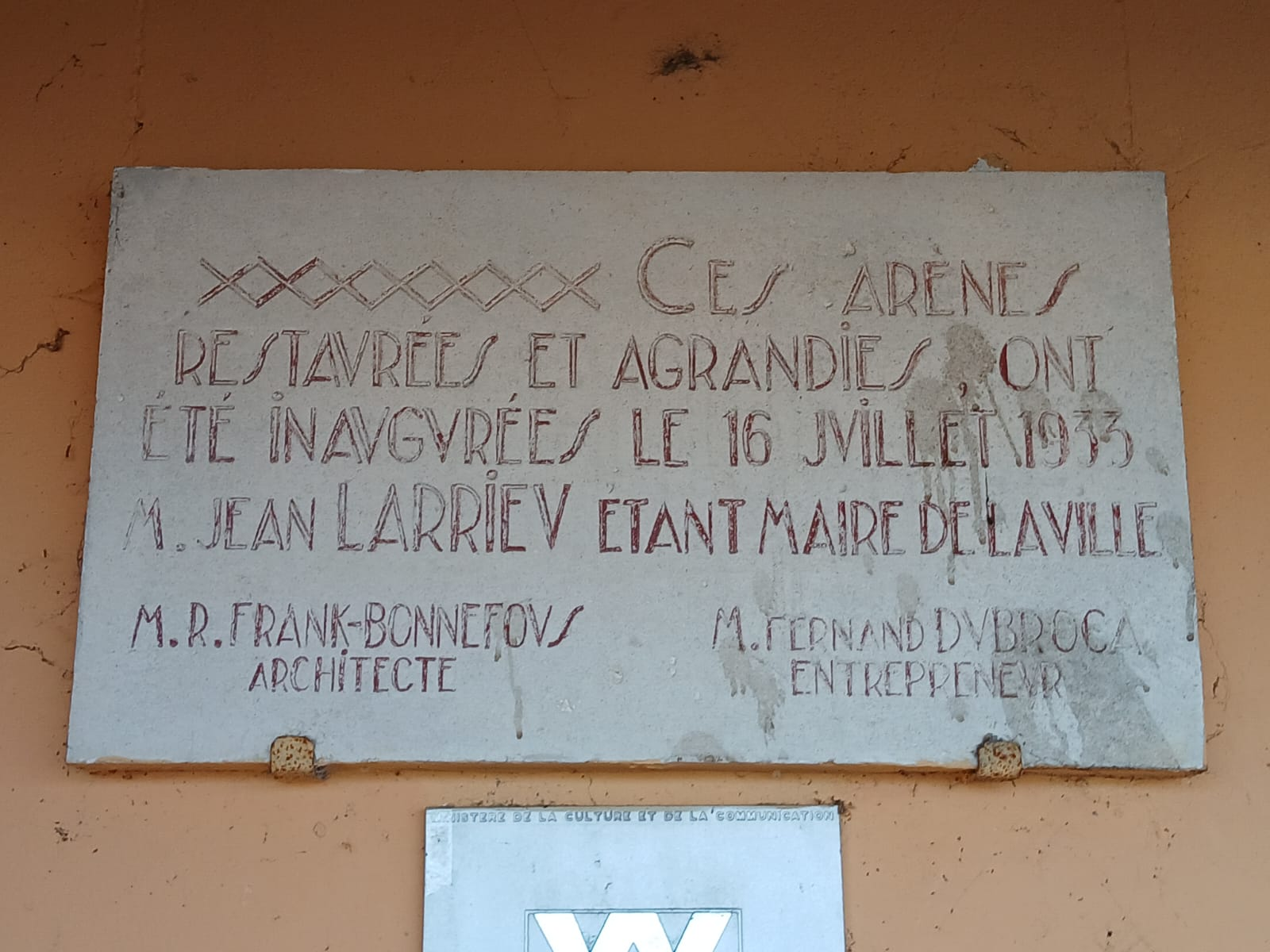
Plaque inaugurale du 16 juillet 1933.
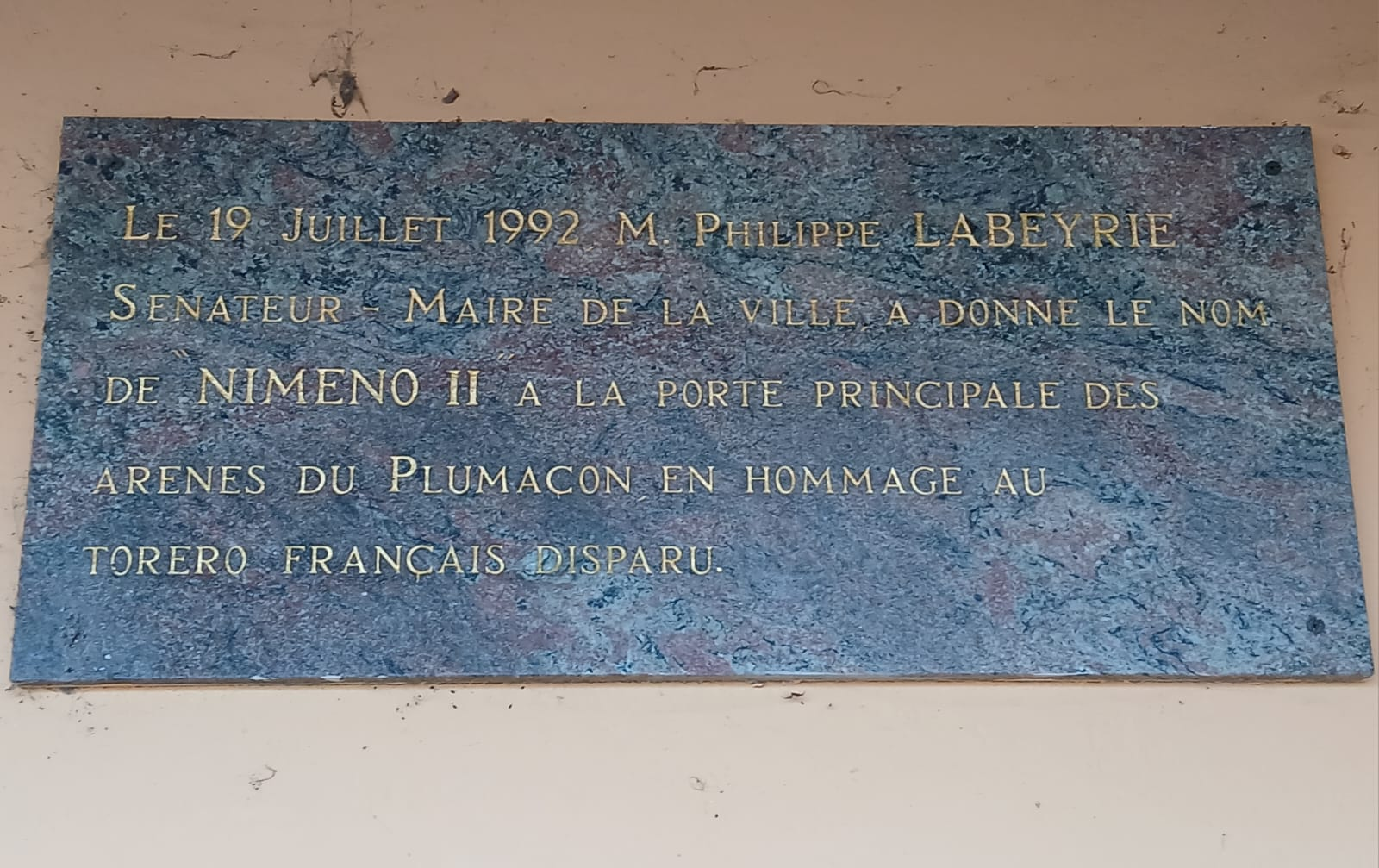
Plaque inaugurale du 19 juillet 1992.

Courses de taureaux

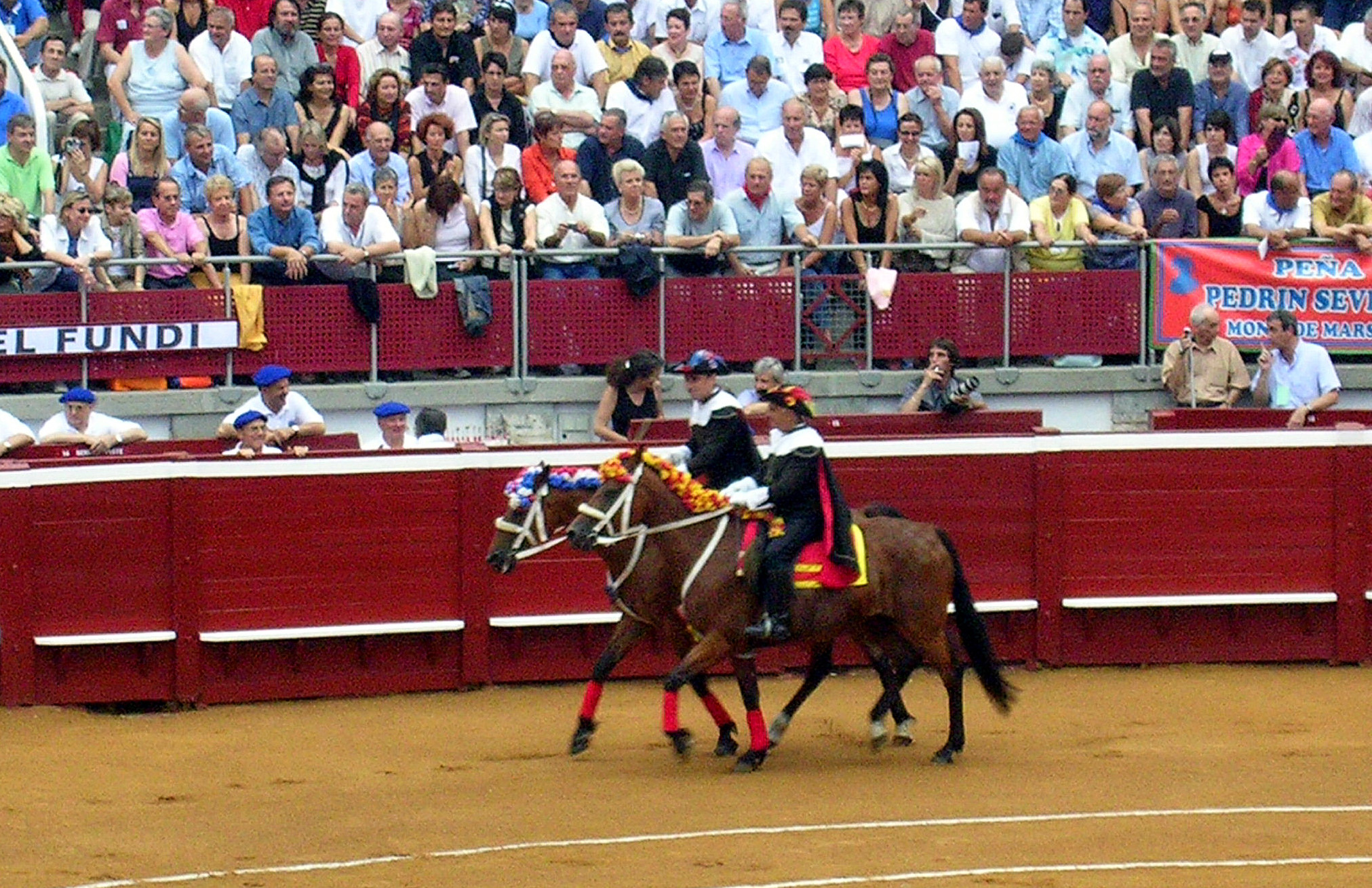
Despejo des alguazils
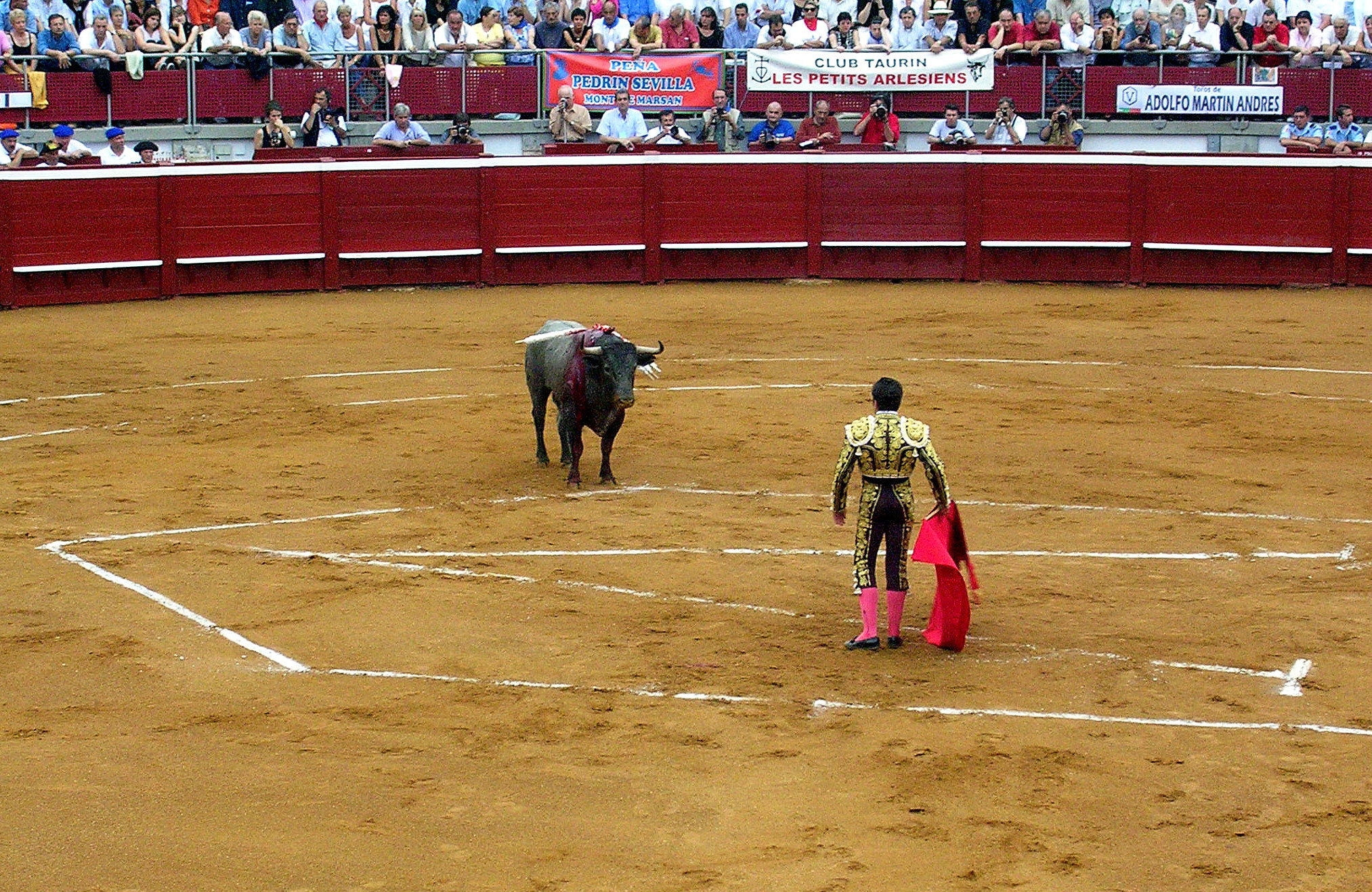
Faena
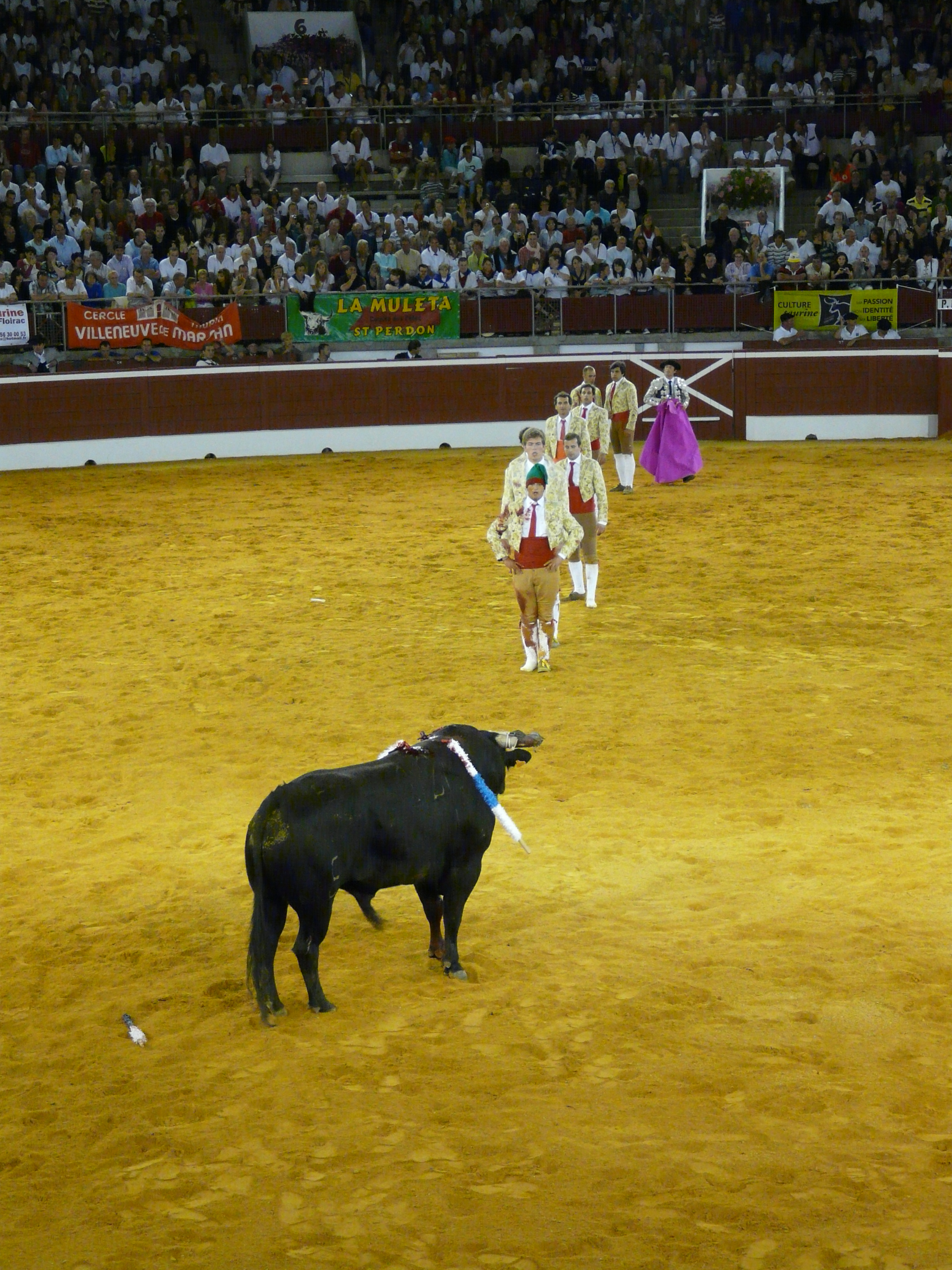
Forcados d'une course portugaise
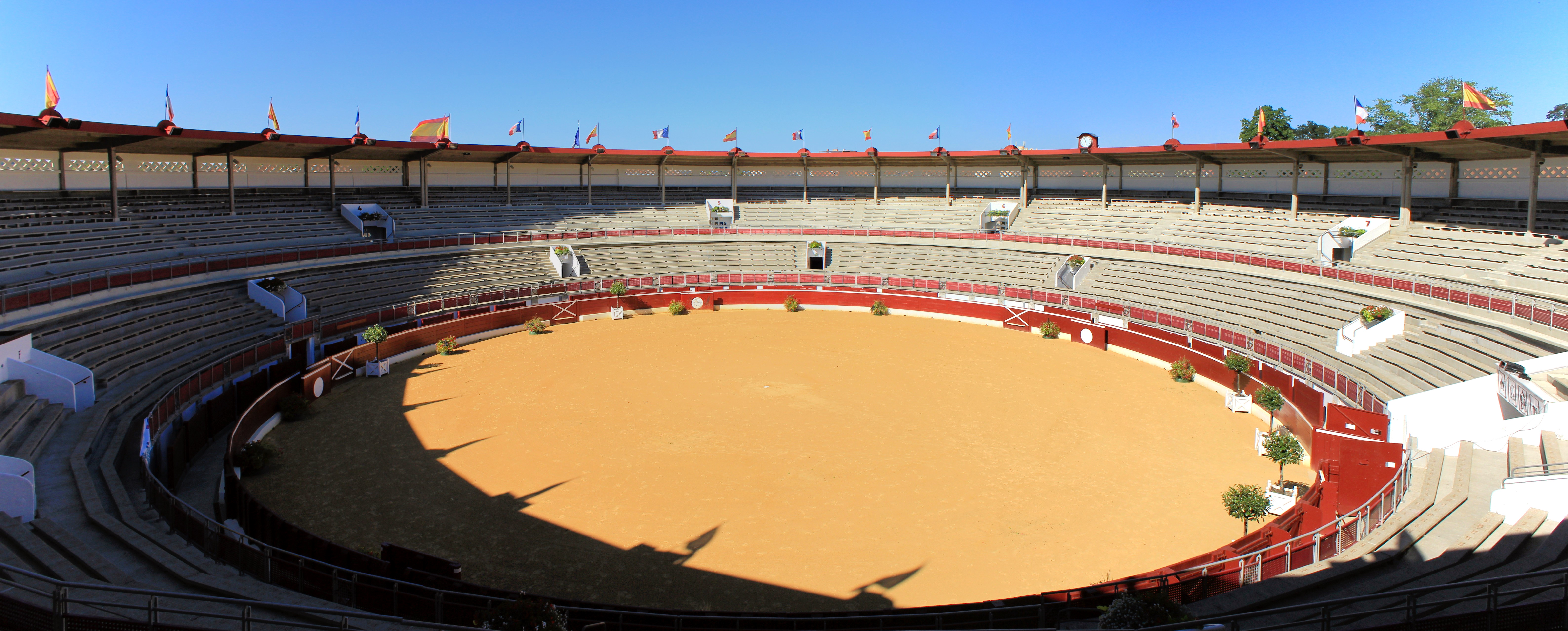
Ruedo et gradins